# Cornel Milan
Cornel Milan (n. 8 septembrie 1971, București, România) este un scrimer olimpic român specializat pe spadă și un antrenor de scrimă. 
A început scrima în anul 1984 cu antrenorul Liviu Nicolae Angelescu la clubul Viitorul București continuând cu cel care a cunoscut afirmarea ca spadasin antrenorul emerit Zoltan Gered.  
Între anii 1987-1990 a fost componentul clubului Progresul București. 
În anul 1990 este cooptat ca militar în termen la C.S.A. Steaua București și rămâne aici până în anul 2020 când se pensionează. 
A cucerit o medalie de bronz la Campionatul Mondial pentru juniori din 1991 de la Istanbul. 
A luat parte la probele de spadă individual și de spadă pe echipe la Jocurile Olimpice din 1992 de la Barcelona, unde s-a clasat respectiv pe locul 49 și pe locul 11.  A fost campion național în anul 1996.
După ce s-a retras din competiție, a absolvit A.N.E.F.S. București și a devenit antrenor de scrimă la CSA Steaua București, unde le-a pregătit pe campioanele olimpice și mondiale Ana Maria Popescu(Brânză), Cristina Simona Alexandru(Gherman) cât și alte campioane mondiale, europene, naționale. 
Alături de Dan Podeanu a fost  antrenorul lotului olimpic de spadă feminin în cea mai prolifică perioadă a acestui lot.
A primit Ordinul „Meritul Sportiv” clasa a III-a după ce Ana Maria Brânză a câștigat medalia de argint la Jocurile Olimpice din 2008 de la Beijing.
Din 26 noiembrie 2021 este ales cu un mandat de 4 ani președintele Federației Române de Tir cu Arcul.